# One of These Nights (lied)
One of These Nights is een nummer van de Amerikaanse band Eagles. Het is het eerste nummer op hun gelijknamige album uit 1975. Op 19 mei van dat jaar werd het uitgebracht als de eerste single van het album.

## Achtergrond
One of These Nights ontstond nadat de band vond dat ze een nummer wilden schrijven dat niet binnen het countryrock-genre lag en geen ballad was. Leadzanger van het nummer Don Henley zei hierover: "We vinden het leuk om een countryband te zijn... ongeveer de helft van de tijd. We willen weg van het balladsyndroom met One of These Nights. Met Don Felder in de band kunnen we nu echt rocken." Medeschrijver Glenn Frey voegde hieraan toe: "We wilden dat One of These Nights een nummer is waar je je tanden in kunt zetten - een vies nummer met mooie vocalen."
Frey luisterde naar albums van The Spinners en Al Green terwijl hij het nummer schreef; om deze reden werd het nummer beïnvloed door R&B- en disco-klanken. Hij zei over het nummer: "We hadden de stem van Don Henley, waardoor we meer de soulkant op konden, wat mij erg blij maakte... Veel dingen kwamen samen op One of These Nights - onze liefde voor de studio, de dramatische vooruitgang in het tekstschrijven van Don en mij. We maakte een grote sprong met One of These Nights. Het was een doorbraak voor ons. Het is mijn favoriete Eagles-nummer. Als ik er ooit een zou moeten kiezen, zou het niet Hotel California of Take It Easy zijn. Voor mij is het One of These Nights."
De plaat werd wereldwijd een hit. In thuisland de Verenigde Staten was One of These Nights, na Best of My Love, de tweede nummer 1-hit van de band in de Billboard Hot 100. In Nieuw-Zeeland werd de 5e positie bereikt, in Canada de 13e en in het Verenigd Koninkrijk werd de 23e positie in de UK Singles Chart bereikt.
In Nederland was de plaat op donderdag 10 juli 1975 Alarmschijf, destijds op de befaamde TROS donderdag op Hilversum 3, en werd een hit in de toen twee hitlijsten op de nationale publieke popzender. De plaat bereikte de 5e positie in de Nederlandse Top 40 en de 7e positie in de Nationale Hitparade.
In België bereikte de plaat de 8e positie in de voorloper van de Vlaamse Ultratop 50 en de 12e positie in de Vlaamse Radio 2 Top 30. In Wallonië werd de 32e positie bereikt in de voorloper van de Waalse Ultratop 50.

## Hitnoteringen

### Nederlandse Top 40
Alarmschijf bij de TROS op Hilversum 3 op donderdag 10 juli 1975.
| Hitnotering: 19-07-1975 t/m 06-09-1975 | Hitnotering: 19-07-1975 t/m 06-09-1975 | Hitnotering: 19-07-1975 t/m 06-09-1975 | Hitnotering: 19-07-1975 t/m 06-09-1975 | Hitnotering: 19-07-1975 t/m 06-09-1975 | Hitnotering: 19-07-1975 t/m 06-09-1975 | Hitnotering: 19-07-1975 t/m 06-09-1975 | Hitnotering: 19-07-1975 t/m 06-09-1975 | Hitnotering: 19-07-1975 t/m 06-09-1975 | Hitnotering: 19-07-1975 t/m 06-09-1975 |
| Week                                   | 1                                      | 2                                      | 3                                      | 4                                      | 5                                      | 6                                      | 7                                      | 8                                      |                                        |
| -------------------------------------- | -------------------------------------- | -------------------------------------- | -------------------------------------- | -------------------------------------- | -------------------------------------- | -------------------------------------- | -------------------------------------- | -------------------------------------- | -------------------------------------- |
| Nummer                                 | 17                                     | 7                                      | 5                                      | 5                                      | 5                                      | 9                                      | 19                                     | 34                                     | uit                                    |

### Nationale Hitparade
| Hitnotering: 19-07-1975 t/m 30-08-1975 | Hitnotering: 19-07-1975 t/m 30-08-1975 | Hitnotering: 19-07-1975 t/m 30-08-1975 | Hitnotering: 19-07-1975 t/m 30-08-1975 | Hitnotering: 19-07-1975 t/m 30-08-1975 | Hitnotering: 19-07-1975 t/m 30-08-1975 | Hitnotering: 19-07-1975 t/m 30-08-1975 | Hitnotering: 19-07-1975 t/m 30-08-1975 | Hitnotering: 19-07-1975 t/m 30-08-1975 |
| Week                                   | 1                                      | 2                                      | 3                                      | 4                                      | 5                                      | 6                                      | 7                                      |                                        |
| -------------------------------------- | -------------------------------------- | -------------------------------------- | -------------------------------------- | -------------------------------------- | -------------------------------------- | -------------------------------------- | -------------------------------------- | -------------------------------------- |
| Positie                                | 24                                     | 13                                     | 8                                      | 7                                      | 12                                     | 14                                     | 19                                     | uit                                    |

### NPO Radio 2 Top 2000
| Nummer met noteringen in de NPO Radio 2 Top 2000 | '99 | '00 | '01 | '02 | '03 | '04 | '05 | '06 | '07 | '08 | '09 | '10 | '11 | '12 | '13 | '14 | '15 | '16 | '17 | '18 | '19 | '20 | '21 | '22 | '23 | '24 |
| ------------------------------------------------ | --- | --- | --- | --- | --- | --- | --- | --- | --- | --- | --- | --- | --- | --- | --- | --- | --- | --- | --- | --- | --- | --- | --- | --- | --- | --- |
| One of These Nights                              | 556 | 284 | 378 | 364 | 335 | 453 | 395 | 400 | 397 | 385 | 393 | 410 | 427 | 402 | 352 | 348 | 384 | 285 | 309 | 355 | 355 | 386 | 409 | 418 | 436 | 455 |

1. ↑  Een vetgedrukt getal geeft de hoogste notering aan.